# Prospect (Nowy Jork)
Prospect – wieś w Stanach Zjednoczonych, w stanie Nowy Jork, w hrabstwie Oneida.